# Jacob Meyer
Jacob Meyer (18 de mayo de 1969) es un deportista danés que compitió en remo. Ganó una medalla de plata en el Campeonato Mundial de Remo de 1993, en la prueba de ocho con timonel ligero.

## Palmarés internacional
| Campeonato Mundial | Campeonato Mundial       | Campeonato Mundial | Campeonato Mundial      |
| Año                | Lugar                    | Medalla            | Prueba                  |
| ------------------ | ------------------------ | ------------------ | ----------------------- |
| 1993               | Račice (República Checa) | Medalla de plata   | Ocho con timonel ligero |